# Sint-Stevens-Woluwe
Sint-Stevens-Woluwe (în franceză Woluwe-Saint-Étienne) este un oraș în provincia belgiană Brabantul Flamand și este parte a municipalității Zaventem. Orașul este situat în apropierea Regiunii Capitalei Bruxelles. 